# Тюнгюлюнский наслег
Тюнгюлюнский наслег — сельское поселение в Мегино-Кангаласском улусе Якутии Российской Федерации.
Административный центр — село Тюнгюлю.

## История
Статус и границы сельского поселения установлены Законом Республики Саха (Якутия) от 30 ноября 2004 года N 173-З N 353-III «Об установлении границ и о наделении статусом городского и сельского поселений муниципальных образований Республики Саха (Якутия)».

## Население
| 2002  | 2010  | 2011  | 2012  | 2013  | 2014  | 2015  |
| ----- | ----- | ----- | ----- | ----- | ----- | ----- |
| 2280  | ↗2308 | ↗2309 | ↘2297 | ↘2262 | ↘2219 | ↘2206 |
| 2016  | 2017  | 2018  | 2019  | 2020  | 2021  |       |
| ↘2189 | ↗2195 | ↘2173 | ↘2157 | ↗2165 | ↘2163 |       |

## Состав сельского поселения
| № | Населённый пункт | Тип населённого пункта       | Население |
| - | ---------------- | ---------------------------- | --------- |
| 1 | Тюнгюлю          | село, административный центр | ↘2163     |